# Jelly Roll
Джейсон Брэдли ДеФорд (Jason Bradley DeFord; род. 4 декабря 1984) — американский мультижанровый музыкант, известный под псевдонимом Jelly Roll (иногда стилизованным как JellyRoll) и выступающий в жанрах хип-хоп, кантри-рэп, кантри-рок и кантри. Лауреат трёх премий CMT Music Awards
за песню «Son of a Sinner».

## Биография
Родился 4 декабря 1984 в Антиоке, пригороде Нашвилла (Теннесси, США).
До перехода в кантри-музыку Джелли Ролл начал свою карьеру в хип-хопе. В 2010 году его песня «Pop Another Pill» совместная с мемфисским рэпером Lil Wyte набрала более 6,3 млн просмотров на YouTube. Эта песня привела к выпуску альбома Year Round хип-хоп группы SNO, членом которой был Джелли Ролл. В течение следующих нескольких лет он выпустил множество микстейпов и независимых сольных альбомов, включая совместные работы с Lil Wyte, Struggle Jennings, Haystak и Tech N9ne.
9 мая 2022 года Джелли Ролл возглавил рок-радио Hot Mainstream Rock Tracks с треком «Dead Man Walking». В январе 2023 года Джелли Ролл впервые получил хит номер один на кантри-радио Country Airplay благодаря своему дебютному кантри-синглу «Son of a Sinner», написанному Джелли Роллом и Дэвидом Рэем Стивенсом. Эта песня стала вторым синглом с альбома 2021 года Ballads of the Broken и заняла 8-е место в чарте Billboard Hot Rock & Alternative Songs. В феврале 2023 года он вошел в историю, в течение 25 рекордных недель занимая первое место в чарте Billboard Emerging Artists.
2 июня 2023 года Jelly Roll выпустил альбом Whitsitt Chapel с ведущим синглом «Need a Favor».
6 июня 2024 года Jelly Roll принял участие в записи сингла «All My Life» пост-хардкор группы Falling in Reverse.
22 ноября 2024 года был выпущен сингл «Run It» для фильма «Соник 3 в кино». 3 декабря 2024 года на песню был выпущен видеоклип, содержащий отрывки из фильма и фрагменты стилизованные под финальные титры.

## Дискография
Дискография Jelly Roll включает, в том числе, следующие релизы:

### Студийные альбомы
| Year Round (с Lil Wyte & BPZ)                                | - Релиз: 19 апреля 2011 - Лейбл: Hypnotize Minds              | —   | — | —  | —  | —  | —  | —  | —  |
| Strictly Business (с Haystak)                                | - Релиз: 15 ноября 2011 - Лейбл: Haystak, Inc.                | —   | — | —  | 67 | —  | —  | 16 | —  |
| The Big Sal Story                                            | - Релиз: 26 октября 2012 - Лейбл: A-Game                      | —   | — | —  | —  | —  | —  | —  | —  |
| No Filter (с Lil Wyte)                                       | - Релиз: 16 июля 2013 - Лейбл: Phixieous Entertainment        | —   | — | —  | 33 | 17 | 42 | —  | —  |
| Business As Usual (с Haystak)                                | - Релиз: 19 ноября 2013 - Лейбл: Haystak, Inc.                | —   | — | —  | 42 | —  | —  | 11 | —  |
| Sobriety Sucks                                               | - Релиз: 13 мая 2016 - Лейбл: Bad Apple Inc.                  | —   | — | —  | 42 | —  | 48 | 12 | —  |
| No Filter 2 (с Lil Wyte)                                     | - Релиз: 18 ноября 2016 - Лейбл: Bad Apple Inc.               | —   | — | —  | 47 | —  | —  | —  | —  |
| Addiction Kills                                              | - Релиз: April 21, 2017 - Лейбл: Jelly Roll                   | —   | — | —  | —  | —  | —  | 22 | —  |
| Waylon & Willie (с Struggle Jennings)                        | - Релиз: 3 ноября 2017 - Лейбл: Jelly Roll                    | —   | — | —  | —  | —  | 28 | 4  | —  |
| Waylon & Willie II (с Struggle Jennings)                     | - Релиз: 23 марта 2018 - Лейбл: Jelly Roll                    | —   | — | —  | —  | —  | 17 | 6  | —  |
| Waylon & Willie III (с Struggle Jennings)                    | - Релиз: 16 ноября 2018 - Лейбл: Jelly Roll                   | —   | — | —  | —  | —  | 25 | 4  | —  |
| Goodnight Nashville                                          | - Релиз: 7 декабря 2018 - Лейбл: War Dog                      | —   | — | —  | —  | —  | 46 | 12 | —  |
| Whiskey Sessions II                                          | - Релиз: 5 апреля 2019 - Лейбл: Jingle Punks                  | —   | — | —  | —  | —  | —  | —  | —  |
| A Beautiful Disaster                                         | - Релиз: 13 марта 2020 - Лейбл: War Dog                       | 97  | — | —  | —  | —  | 9  | —  | —  |
| Self Medicated                                               | - Релиз: 16 октября 2020 - Лейбл: War Dog                     | 110 | — | —  | —  | —  | 22 | —  | —  |
| Waylon & Willie IV (с Struggle Jennings)                     | - Release date: 16 декабря 2020 - Лейбл: Jelly Roll, Struggle | —   | — | —  | —  | —  | —  | —  | —  |
| Ballads of the Broken                                        | - Релиз: 17 сентября 2021 - Лейбл: BBR Music Group            | 157 | — | 41 | —  | —  | 21 | —  | —  |
| Whitsitt Chapel                                              | - Релиз: 2 июня 2023 - Лейбл: BBR Music Group                 | 3   | 2 | 1  | —  | —  | 1  | —  | 22 |
| Beautifully Broken                                           | - Релиз: 11 октября 2024 - Лейбл: Republic                    | —   | — | —  | —  | —  | —  | —  |    |
| «—» прочерк означает неучастие в чарте или отсутствие релиза |                                                               |     |   |    |    |    |    |    |    |

## Награды и номинации
| Год  | Награда                          | Категория                                 | Работа                              | Результат | Ссылка |
| ---- | -------------------------------- | ----------------------------------------- | ----------------------------------- | --------- | ------ |
| 2023 | Country Music Association Awards | Male Vocalist of the Year                 | Himself                             | Номинация | [ 25 ] |
| 2023 | Country Music Association Awards | New Artist of the Year                    | Himself                             | Победа    | [ 25 ] |
| 2023 | Country Music Association Awards | Single of the Year                        | «Need a Favor»                      | Номинация | [ 25 ] |
| 2023 | Country Music Association Awards | Music Video of the Year                   | «Need a Favor»                      | Номинация | [ 25 ] |
| 2023 | Country Music Association Awards | Musical Event of the Year                 | «Save Me» (с Лэйни Уилсон)          | Номинация | [ 25 ] |
| 2023 | CMT Music Awards                 | Male Video of the Year                    | «Son of a Sinner»                   | Победа    | [ 26 ] |
| 2023 | CMT Music Awards                 | Male Breakthrough Video of the Year       | «Son of a Sinner»                   | Победа    | [ 26 ] |
| 2023 | CMT Music Awards                 | CMT Digital-First Performance of the Year | «Son of a Sinner»                   | Победа    | [ 26 ] |
| 2024 | Grammy Awards                    | Best New Artist                           | Himself                             | Номинация | [ 27 ] |
| 2024 | Grammy Awards                    | Best Country Duo/Group Performance        | «Save Me» (с Лэйни Уилсон)          | Номинация | [ 27 ] |
| 2024 | iHeartRadio Music Awards         | Artist of the Year                        | Himself                             | Номинация | [ 28 ] |
| 2024 | iHeartRadio Music Awards         | Best New Pop Artist                       | Himself                             | Победа    | [ 28 ] |
| 2024 | iHeartRadio Music Awards         | Best Alternative Rock Artist              | Himself                             | Номинация | [ 28 ] |
| 2024 | iHeartRadio Music Awards         | Best New Alternative Rock Artist          | Himself                             | Номинация | [ 28 ] |
| 2024 | iHeartRadio Music Awards         | Country Artist of the Year                | Himself                             | Номинация | [ 28 ] |
| 2024 | iHeartRadio Music Awards         | Best New Country Artist                   | Himself                             | Победа    | [ 28 ] |
| 2024 | iHeartRadio Music Awards         | Rock Song of the Year                     | «Need a Favor»                      | Номинация | [ 28 ] |
| 2024 | iHeartRadio Music Awards         | Favorite On Screen (Socially Voted)       | «Save Me»                           | Номинация | [ 28 ] |
| 2024 | People’s Choice Awards           | The Male Country Artist of the Year       | Himself                             | Победа    | [ 29 ] |
| 2024 | People’s Choice Awards           | The New Artist of the Year                | Himself                             | Номинация | [ 29 ] |
| 2024 | People’s Choice Country Awards   | The People’s Artist of 2024               | Himself                             | Номинация | [ 30 ] |
| 2024 | People’s Choice Country Awards   | The Male Artist of 2024                   | Himself                             | Номинация | [ 30 ] |
| 2024 | People’s Choice Country Awards   | The Social Country Star of 2024           | Himself                             | Номинация | [ 30 ] |
| 2024 | People’s Choice Country Awards   | The Song of 2024                          | «Wild Ones» (с Jessie Murph)        | Номинация | [ 30 ] |
| 2024 | People’s Choice Country Awards   | The Collaboration Song of 2024            | «Chevrolet» (с Dustin Lynch)        | Номинация | [ 30 ] |
| 2024 | People’s Choice Country Awards   | The Crossover Song of 2024                | «Lonely Road» (с Machine Gun Kelly) | Победа    | [ 30 ] |
| 2024 | People’s Choice Country Awards   | The Music Video of 2024                   | «Lonely Road» (с Machine Gun Kelly) | Номинация | [ 30 ] |
| 2024 | MTV Video Music Awards           | Best Collaboration                        | «Wild Ones» (с Jessie Murph)        | Номинация | [ 31 ] |
| 2024 | MTV Video Music Awards           | Video for Good                            | «Best for Me» (с Joyner Lucas)      | Номинация | [ 31 ] |